# Wireless tools for Linux
Wireless tools for Linux je v informatice soubor linuxových příkazů určených pro podporu a konfiguraci bezdrátových zařízení používajících Linux Wireless Extension. Wireless tools for Linux a Linux Wireless Extension spravuje Jean Tourrilhes a jsou sponzorovány firmou Hewlett-Packard.

## Podpora
Tyto nástroje jsou součástí většiny operačních systémů postavených na Linuxovém jádře. Většina linuxových distribucí tento balík přímo obsahuje. Pokud balík není předinstalovaný, není problém ho stáhnout v binární formě. 

## Nadstavby
Jelikož je pro jednotlivé úkony potřeba znát několik různých příkazů (např. iwlist a iwconfig k nalezení a synchronizaci s bezdrátovým přístupovým bodem), je občas doporučováno používat pro tato nastavení některé nadstavby, které poskytuje GNOME a KDE, nebo aplikaci zvanou NetGo.

## Dostupné nástroje

### ifrename
Příkaz ifrename dovoluje přejmenovat rozhraní bezdrátové sítě, na základě statických kritérií přiřazuje odpovídající jméno každému rozhraní
Jména jsou standardně přidělována dynamicky. Každý síťový adaptér dostane první dostupné jméno (eth0, eth1...). Nástroj ifrename umožňuje uživateli nadefinovat vlastní jméno. Lze použít více parametrů pro přidělení jména rozhraní a zařazení do správného síťového prostoru. Nejběžnějším parametrem je MAC adresa.
Příkaz iframe musí být spuštěn ještě před vytvořeným rozhraní. Proto je většinou používán v různých skriptech (init, hotplug) a jen zřídka přímo uživateli. Defaultně je možno přejmenovat současná rozhraní použitím mapování definovaném v /etc/iftab.

### iwconfig
iwconfig se používá k zobrazení a změně parametrů síťového rozhraní, které jsou specifické pro bezdrátový provoz (např. jméno rozhraní, frekvence, SSID).  Dá se také použít k zobrazení statistik bezztrátové sítě (získáno z /proc/net/wireless).
Ve volné distribuci operačního systému Berkeley Software Distribution UNIX iwconfig rozšiřuje příkaz ifconfig.
Ukázka výstupu z ifconfig
```
 $ 
iwconfig
 
eth1

 eth1     IEEE 802.11g  ESSID:"OSU_PUB"  

          Mode:Managed  Frequency:2.427 GHz  Access Point: 00:0D:9D:C6:38:2D   

          Bit Rate=48 Mb/s   Tx-Power=20 dBm   Sensitivity=8/0  

          Retry limit:7   RTS thr:off   Fragment thr:off

          Power Management:off

          Link Quality=91/100  Signal level=-39 dBm  Noise level=-87 dBm

          Rx invalid nwid:0  Rx invalid crypt:860  Rx invalid frag:0

          Tx excessive retries:0  Invalid misc:39   Missed beacon:8

```

### iwevent
iwent zobrazuje události bezztrátové sítě generované ovladači a změnami nastavení přijímanými prostřednictvím RTNetlink socketu.
Na každém řádku je jedna událost, která popisuje co se stalo na daném rozhraní. Iwent nemá žádné argumenty.

### iwgetid
iwgetid hlásí ESSID, NWID nebo adresu přístupového bodu/buňky bezdrátové sítě, který je právě používán.
Defaultně vypisuje ESSID zařízení a když žádné není, vytiskne místo toho NWID. Informace od iwgetid jsou stejné jako od iwconfig, ale iwgetid je jednodušší integrovat do různých skriptů.

### iwlist
iwlist slouží ke skenování dostupných bezdrátových sítí a zobrazuje doplňující informace, které iwconfig nezobrazuje.  
Hlavní důvodem používání je výběr kategorie informací, iwlist zobrazuje v detailní formě všechny informace vztahující se k dané kategorii, včetně informací zobrazených pomocí iwconfig.
Primárně se příkaz používá k vygenerování seznamu okolních bezdrátových přístupových bodu a zobrazení jejich MAC adresy a SSID.
Ukázka výstupu z iwlist
```
 $ 
iwlist
 
eth1
 
scan

 eth1     Scan completed :

          Cell 01 - Address: 00:12:17:46:E6:AF

                    ESSID:"shutyourstupiddogup"

                    Protocol:IEEE 802.11bg

                    Mode:Master

                    Channel:1

                    Encryption key:off

                    Bit Rate:1 Mb/s

                    Bit Rate:2 Mb/s

                    Bit Rate:5.5 Mb/s

                    Bit Rate:6 Mb/s

                    Bit Rate:9 Mb/s

                    Bit Rate:11 Mb/s

                    Bit Rate:12 Mb/s

                    Bit Rate:18 Mb/s

                    Bit Rate:24 Mb/s

                    Bit Rate:36 Mb/s

                    Bit Rate:48 Mb/s

                    Bit Rate:54 Mb/s

                    Quality=82/100  Signal level=-48 dBm  

                    Extra: Last beacon: 36ms ago

```

### iwspy
iwspy se používá k monitorování síťových uzlů a k záznamu kvality linky na každém z nich.
Shromážděné informace jsou stejné jako v /proc/net/wireless: kvalita linky, síla signálů a úroveň šumu.
Tyto informace jsou aktualizovány pokaždé, když je přijat nový paket, takže každá adresa v listu přidává nějakou režii ovladači.
Toto je možné pouze pro uzly, které jsou součástí příslušné bezdrátové buňky. Nelze monitorovat přístupové body, ke kterým nejsme přiřazeni a uzly jiných bezdrátových buněk.
Ve většině případů jsou pakety přenášeny přístupovým body, tak lze změřit sílu signálu daného přístupového bodu.

### iwpriv
iwpriv se používá pro práci s parametry a nastavením specifikací Wireless Extension na jednotlivých ovladačích (oproti iwconfig, který se jimi zabývá obecně).
Bez argumentů iwpriv zobrazuje dostupné privátní příkazy na každém rozhraní a parametry, které požadují.